# قره‌ولی، ایمیشلی
قره‌ولی (به ترکی آذربایجانی: Qaravəlili) یک منطقه مسکونی در جمهوری آذربایجان است که در شهرستان ایمیشلی واقع شده است. قره‌ولی‌لی ۹۴۲ نفر جمعیت دارد.

## دین
در مسجد جامع قره‌ولی به‌نام شیخلر یک هیئت مذهبی وجود دارد.